# 영광 불갑사 불복장 전적
영광 불갑사 불복장 전적(靈光 佛甲寺 佛腹藏 典籍)는 대한민국 전라남도 영광군 불갑사의 명부전과 팔상전 그리고 사천왕상에서 나온 복장전적이다. 2006년 4월 28일 대한민국의 보물 제1470호로 지정되었다.

## 개요
영광 불갑사의 명부전과 팔상전 그리고 사천왕상에서 나온 복장전적은 몇 권의 고려본을 포함하여 대부분 조선조 전기에 간행된 것으로 법화경, 금강경 등 당시 널리 유통된 대승경전들과 불교전문강원 중등과정인 사집과(四集科)의 교재를 비롯한 선종관련 이론서, 수륙재 관련 문헌 등이 주를 이루고 있는데 이들은 조선전기 한국 불교신앙 형태를 살피는 데 귀중한 자료이다. 또한 함께 나온 31건의 나한상과 시왕상 등의 조상 발원문, 중국에서 수입한 만력년간의 불교문헌은 한국 불교사에 많은 영향을 끼치는 등 한국불교사상과 문화를 연구하는데 매우 귀중한 자료들이다.

## 같이 보기
- 불갑사

## 참고 자료
- 영광 불갑사 불복장 전적 - 국가유산청 국가유산포털